# Laurent Fabius
  Laurent Fabius    (16è districte de París, 20 d'agost de 1946) és un polític francès. Fou primer ministre de França entre el 19 de juliol de 1984 i el 20 de març de 1986 i Ministre d'Afers Exteriors en el govern de Jean-Marc Ayrault.

## Biografia
Laurent Fabius és fill d'André Fabius (1908-1984), un antiquari d'una família jueva de Lorena que es va convertir al catolicisme durant la Segona Guerra Mundial, i de Louise Strasburger-Mortimer (1911-2010), una estatunidenca. Batejat a l'església de Notre-Dame-de-Grâce de Passy, va créixer al barri de Chaillot, a la vil·la Scheffer. Té un germà gran, François Fabius (1944-2006), i una germana, Catherine Leterrier (nascuda el 1942).
Va estudiar a l'institut Janson-de-Sailly, al 16districte. districte de París. Després d'obtenir el batxillerat, on va obtenir una nota de 20/20 a l'examen de filosofia, es va matricular a l'hipòcrates del liceu Louis-le-Grand, on va tenir Donald Adamson com a professor, i després va ser admès el 1966 a l'École normale supérieure del carrer d'Ulm.
El 1978 fou elegit diputat pel departament del Sena Marítim. En el Congrés del PS de Metz del 1979 es posicionà contra Michel Rocard. El 1981 el president François Mitterrand el nomenà ministre d'economia; destacà per l'aprovació de l'impost sobre les grans fortunes. El 1984 substituí Pierre Mauroy com a primer ministre, fins al 1986, i durant el seu mandat destacà l'escàndol per l'atemptat contra el vaixell ecologista de Greenpeace, Rainbow Warrior, amb implicació dels serveis secrets francesos; les protestes per la reforma de l'ensenyament privat, l'auge en vots del parit d'extrema dreta Front Nacional, i l'afer de la sang contaminada, que provocaria la seva dimissió.
Fidel a François Mittérrand, el 1988 fou nomenat president de l'Assemblea Nacional, i primer secretari el 1992-1993. El 1995 intentà ser el candidat socialista a les eleccions presidencials, però fou desplaçat per Lionel Jospin. Des del 16 de juny de 2002 ha estat membre de l'Assemblea Nacional francesa. És membre del grup del Partit Socialista.
Va liderar el vot pel "no" al referèndum de la Constitució Europea, el 29 de maig de 2005, dins del seu grup polític, contràriament a la postura oficial del partit.
És president del Consell Constitucional des de 8 de març de 2016.